# Profondo rosso (Assalti Frontali)
Profondo Rosso è un album del gruppo hip hop italiano Assalti Frontali uscito nel marzo 2011, autoprodotto dal gruppo e distribuito da Venus distribuzione.

## Il disco
La produzione di tutte le tracce è stata seguita da Bonnot.
L'album doveva inizialmente uscire con Il manifesto cd, ma a causa della crisi dell'omonimo giornale, è stata ritardata l'uscita del disco fino a farlo autoprodurre dal gruppo romano stesso.

## Tracce
1. Profondo rosso
2. Banditi nella sala (feat. Inoki Ness, Esa el Prez)
3. Spugne
4. Avere vent'anni
5. Mamy (feat. Tino Tracanna e Dorcas Mpemba)
6. Sono cool questi rom (feat. Ardimann, Marta Pistocchi)
7. Cattivi maestri
8. Roma meticcia
9. Lampedusa lo sa (feat. Willy Valanga Dorcas Mpemba)
10. Storia dell'orso Bruno